# Tribolodon brandtii
Tribolodon brandtii és una espècie de peix cipriniforme de la família dels ciprínids.

## Morfologia
Els mascles poden assolir els 50 cm de longitud total.

## Distribució geogràfica
Es troba a Corea, Japó i l'illa de Sakhalín.